# ジョアンナ・ゴーイング
ジョアンナ・ゴーイング（Joanna Going, 1963年7月22日 - ）は、アメリカ合衆国の女優である。

## 出演作品

### テレビ
- ジャーニーマン 時空を越えた赤い糸
- 女検察官アナベス・チェイス
- CSI:科学捜査班
- クリミナル・マインド FBI行動分析課
- LAW & ORDER
- ハウス・オブ・カード 野望の階段
- 青春！カリブ海

### 映画
- INTO THE WEST　イントゥー・ザ・ウエスト
- キルトに綴る愛 （エム）
- ニューオーリンズ・トライアル
- ホーム・アローン4
- ネットフォース
- いつかあなたに逢う夢
- ストリッパー殺人事件
- ファントム　（ジェニー・ペイリー）
- コマンドメンツ
- ニクソン
- 秘密の絆
- ブラック・メール/脅迫
- 幽体離脱
- ワイアット・アープ　（ジョジー・マーカス）
- 新・刑事コロンボ/初夜に消えた花嫁　（メリッサ・アレクサンドラ・ヘイズ）
- リトル・シティ／恋人たちの選択